# NGC 7794
NGC 7794 je spirální galaxie v souhvězdí Pegas. Její zdánlivá jasnost je 12,6m a úhlová velikost 1,3′ × 1,0′. Je vzdálená 242 milionů světelných let, průměr má 90 000 světelných let. Galaxii objevil 23. listopadu 1785 William Herschel.